# Ilse Wessel
Ilse Wessel (Berlijn, 1929 – Baarn, 1 oktober 2014) was een Nederlandse presentatrice, bekend van de AVRO.
Naast de AVRO heeft zij ook voor het ANP, het Humanistisch Verbond en Radio Nederland Wereldomroep gewerkt. Zij verzorgde in 1966 onder meer het verslag van het huwelijk van prinses Beatrix en prins Claus op radio en televisie.
Toen zij in 2000 stopte bij de Wereldomroep en met pensioen ging, riep de Wereldomroep de Ilse Wessel Presentatieprijs in het leven.
- Nederlandse Thesaurus van Auteursnamen: 069416761
- Virtual International Authority File: 290089055
- WorldCat: E39PBJvXhBK8YtRjwGfrP4q4v3